# Une vie en rouge et bleu
Une vie en rouge et bleu est un roman de Jean Anglade paru en 2010.

## Résumé
En 1995, Régis Féraz, dernier poilu, vit dans l'Allier. Il est né en 1889 en Savoie. À 14 ans, il devient apprenti boucher. En 1910, il va faire son service à Grenoble. Il est envoyé au Maroc devenu protectorat. Il revient en 1912 mais est mobilisé en 1914 et participe à la bataille de la Marne en septembre puis à celle du Chemin des Dames en 1917, avec ses 103 000 morts. En 1915, leur pantalon rouge est remplacé par un bleu. En 1918, en tant que boucher, il devient nettoyeur, tuant les Allemands au couteau. En octobre, il perd un pied sur une mine. Il rentre à Saint-Véran en janvier 1919 et voit sa mère mourir de la grippe espagnole. Il abandonne la boucherie mais épouse tout de même Odile, fille de son ex-patron, et devient fossoyeur puis éclusier dans l'Allier. En 1997, il apprend qu'il n'est que l'avant-dernier poilu. Il meurt en 1998 en tombant d'une échelle.